# 劉崙
劉崙（1518年—？年），字山甫，直隸廬州府無為州人，軍籍，治《詩經》，明朝政治人物。

## 生平
嘉靖二十二年（1543年）癸卯科應天府鄉試第六十名舉人。嘉靖二十三年（1544年）中式甲辰科會試第一百九十三名，登第二甲第三十二名進士。授刑部主事，二十七年三月改江西道监察御史，次年巡按陕西，修舉茶馬八事。回按顺天，三十五年九月升南京通政使司右参议，三十七年四月升太僕寺少卿，三十九年九月升都察院右佥都御史、巡抚湖广，四十年五月以南京科道纠拾，令冠帶閑住。

## 家族
曾祖劉克恭；祖父劉琛，七品散官；父劉鏜，義官。母林氏。